# Lithops aucampiae
Lithops aucampiae (укр. літопс Аукамп) — вид суперсукулентних багаторічних рослин, що належить до родини аїзових (Aizoaceae) або мезембріантемових (Mesembryanthemaceae).

## Історія

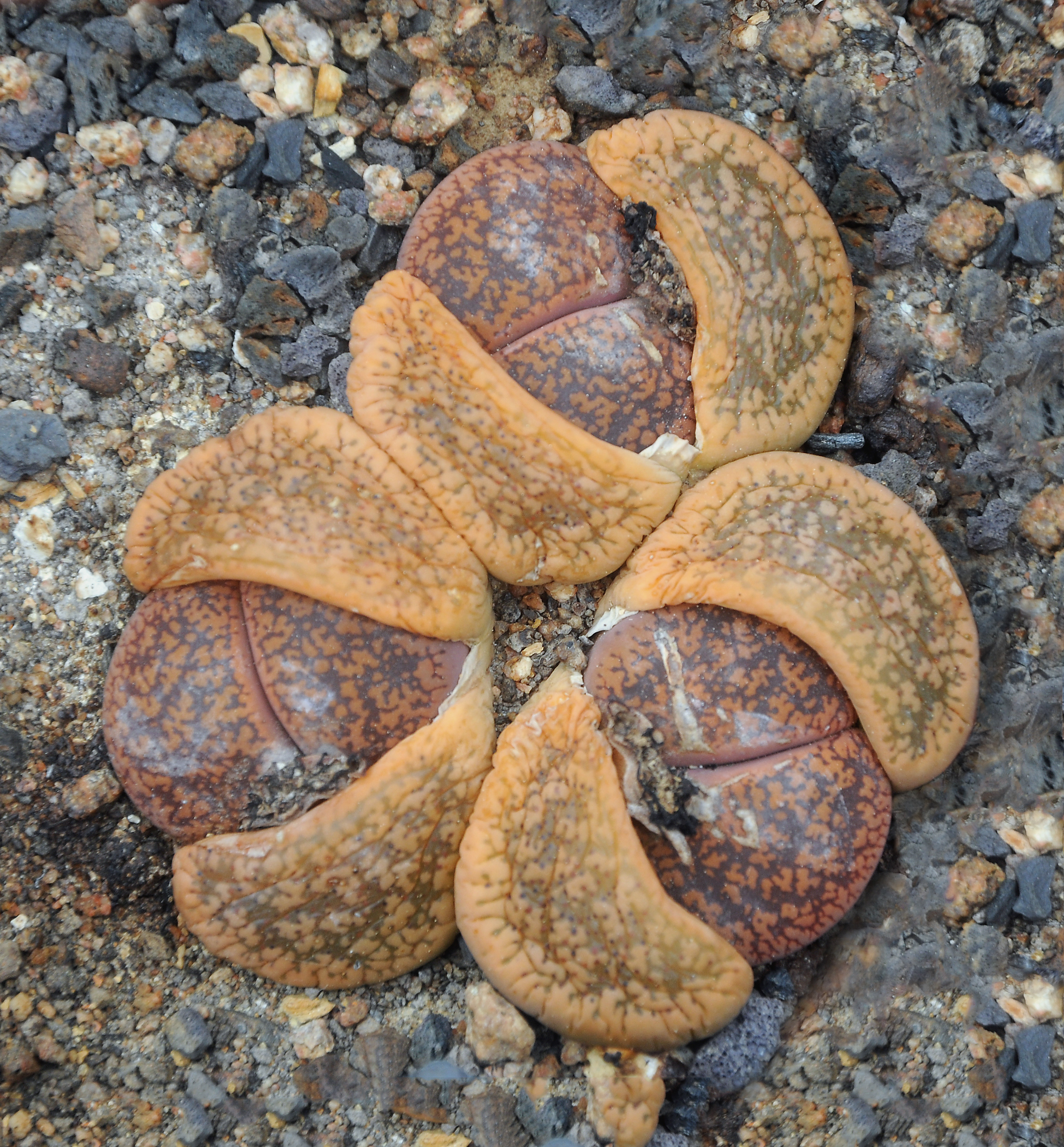
Lithops aucampiae

Видова назва дана на честь Хуаніти Аукамп, яка в першій половині XX століття збирала літопси на фермі свого батька в Постмастбурзі. Виявлений у 1929 році і вперше описаний Гаррієт Маргарет Луїзою Болус у 1932 році у виданні «South African Gardening».

## Поширення
Ендемічна рослина Південно-Африканської Республіки. Ареал займає серединну частину Капської провінції на північ від річки Оранжевої. Займає доволі велику територію між Оліфантсхуком на заході, Сеферном на півночі, Фрібургом на сході і Гоптауном на південному сході.

## Біологічний опис

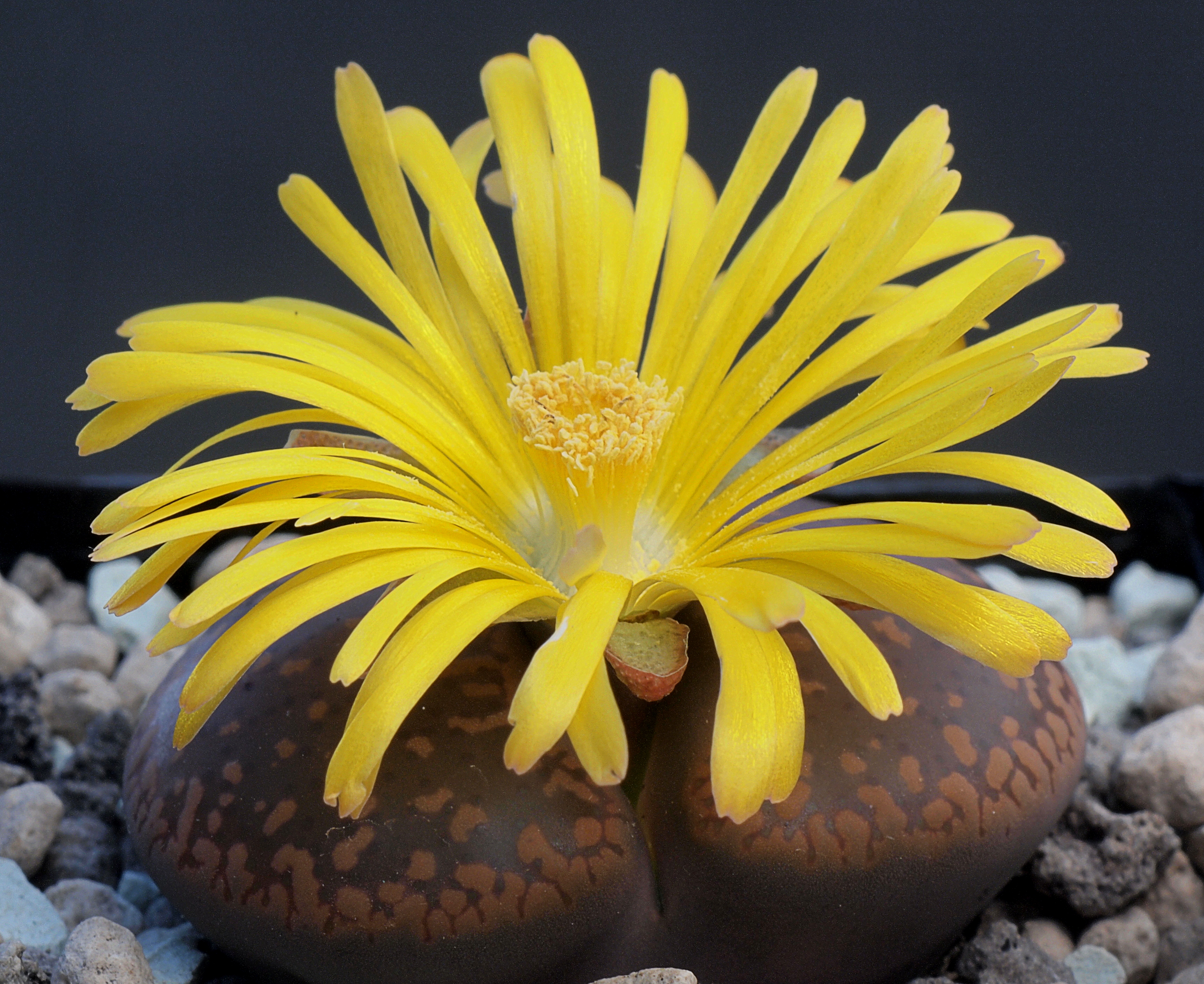
Квітка Lithops aucampiae

Порівняно великий вид із плоскою верхньою частиною тіла, яке може досягати розміру 40×20 мм (короткий розмір завжди за напрямком зрізу між листям, що щільно зростається, утворюючи вузьку щілину). Забарвлення верхньої поверхні коричнювато-червоне з густою мережею темних віконець різної величини від оливково-зелених до темно-червонувато-коричневих. На багатьох особинах на верхній поверхні листків присутні прозорі цятки. Квіти жовті діаметром до 25 мм.
Старі рослини в природі утворюють досить великі кущі. У культурі, однак, через багато років кожна рослина має всього лише 1-2 пари листків.
У центрі свого ареалу рослини виглядають порівняно однаково, проте в деяких окраїнних популяціях були знайдені рослини з досить відчутним відхиленнями малюнка на листі.

## Різновиди

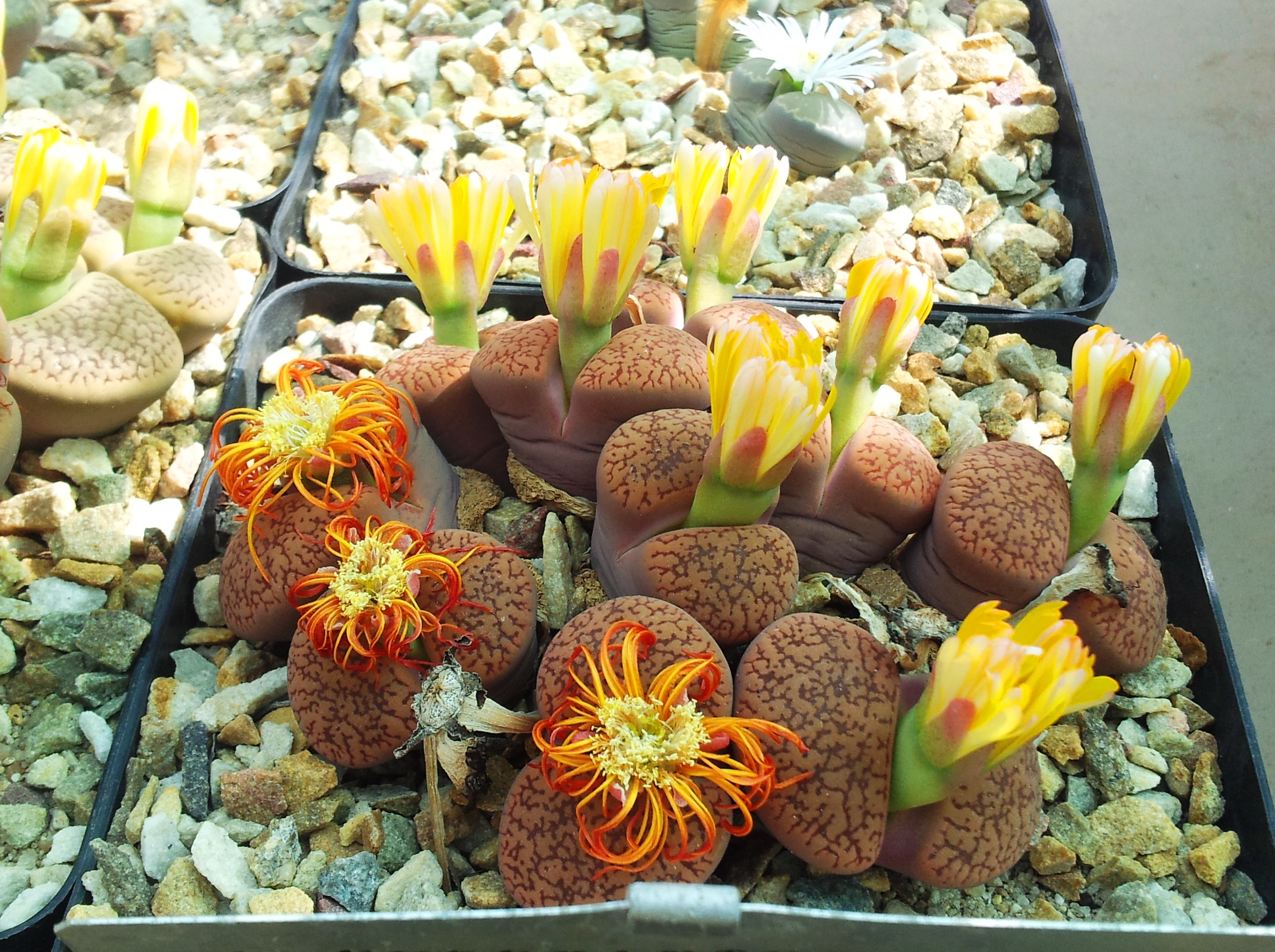
Lithops aucampiae subsp. aucampiae var. koelemanii

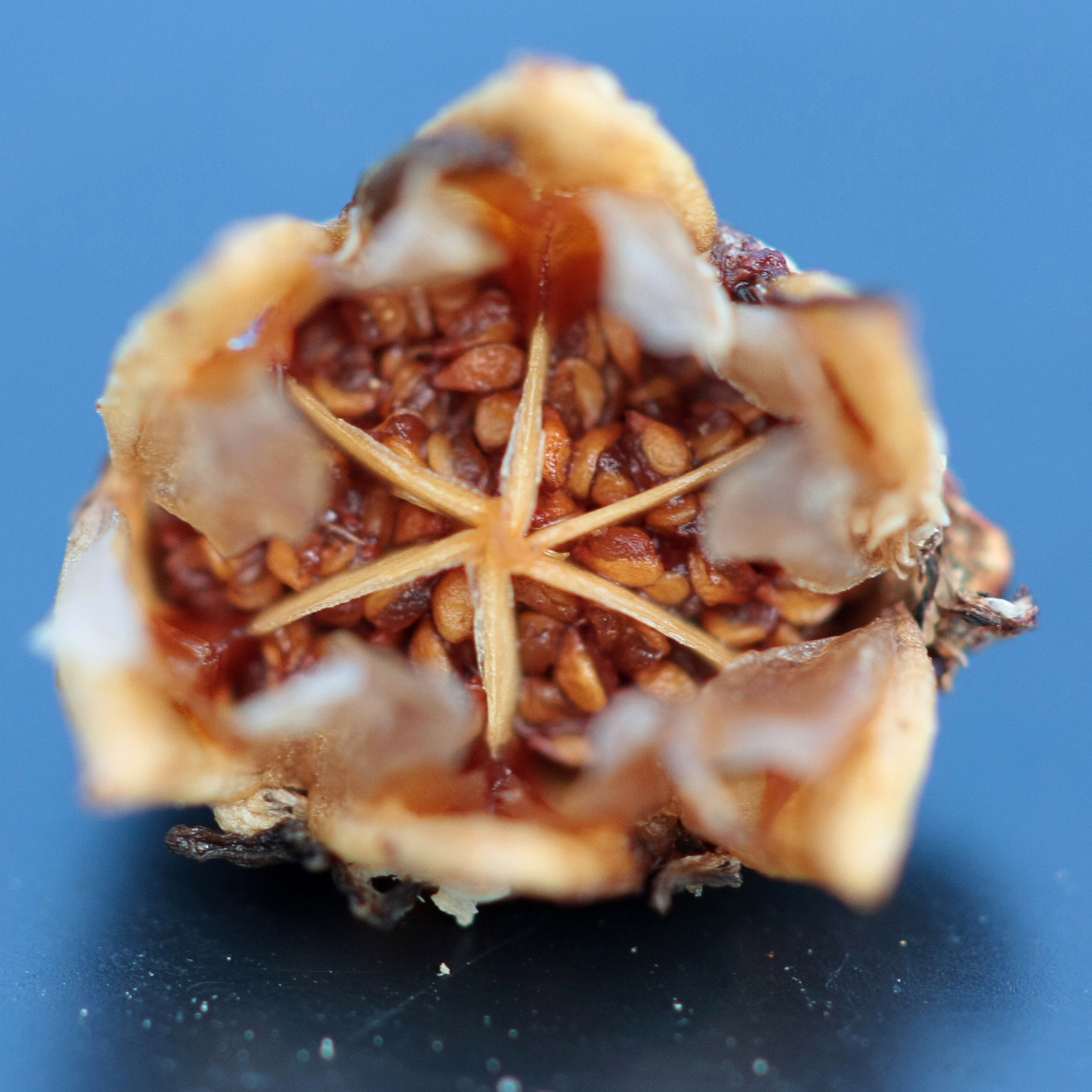
Капсула Lithops aucampiae з насінням

### Lithops aucampiaesubsp.aucampiae
- Lithops aucampiae subsp. aucampiae var. aucampiae — велика рослина, що утворює кущі з 6 голів і більше. При виді зверху пара листків кулеподібна, у профіль трохи опукла або плоска. Поверхня листків гладка без жолобків або глибоких ямок. Тіло коричневе до сірувато-коричневого або цегляно-червоного з невеликим восковим нальотом. Віконце добре помітне, велике, часто темно-шоколадного кольору, іноді плямисте або строкате, рідко відсутнє. Квіти найбільші в роді, золотистого забарвлення з червоним зівом, з'являються ранньою осінню. Плоди 5-6 камерні, дуже великі. Цей варитет займає більшість території ареалу всього виду. Росте на кременистому вапняку, на твердих залізняках, червонуватих кварцитах і темних пісковиках.
- Lithops aucampiae subsp. aucampiae var. koelemanii — різновид, що відрізняється мініатюрними групами, що складаються в середньому з двох пар листків. Листки червонуваті з щербистою, як стара цегла структурою. Деякі екземпляри мають помітне віконце, але у переважної більшості воно відсутнє. Зустрічається в межах ареалу var. aucampiae на червонуватих кварцитах. Варитет названий на честь А. Келемана, відомого колекціонера сукулентів.

### Lithops aucampiaesubsp.euniceae
Підвид названий на честь Юніса Бурмайстра, друга Геркі Горна, який збирав цей і багато інших видів літопсів у 60-х роках XX століття.
- Lithops aucampiae subsp. euniceae var. euniceae — відрізняється тоншим малюнком, що утворює червонувато-оранжеву бахрому по краях листків, яка іноді сповзає до низу, як глазур на торті. Поверхня листків має різко-усічену форму, вони дрібніші ніж у попереднього підвиду, їхнє забарвлення червонувато-коричневе, але не сіре. Центральне віконце часто поперечнозаштриховане. Зустрічається в околицях Гоптауна. Надає перевагу коричнюватим пісковикам з домішками лавової крихти.
- Lithops aucampiae subsp. euniceae var. fluminalis — відрізняється своїм однотонним сірувато-коричневим кольором і складнішим муаровим візерунком. Взимку зеленіє. Зустрічається теж в околицях Гоптауна. Надає перевагу лавовим виходам з кварцитами.

### Культивари
Lithops aucampiae має декілька культиварів, серед яких:
- 'Storms's' — кольору чорного шоколада з білими квітками,
- 'Betty's Beryl' — має яскраво-зелене тіло і білі квіти,
- 'Jackson's Jade' — еквівалентий 'Betty's Beryl', але з жовтими квітами.

## Споріднені і сусідні види

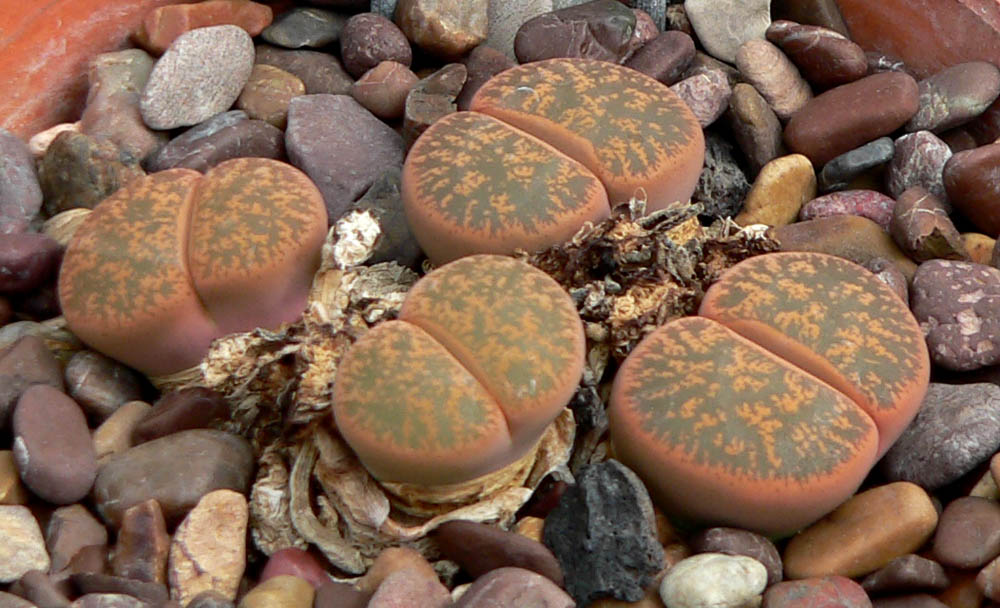
Lithops lesliei

Lithops aucampiae можна сплутати з Lithops lesliei, що має досконалі пропорції рівномірно розподіленого малюнка і значно більше насіння.
Підвид aucampiae дуже близький до Lithops lesliei subsp. lesliei var. hornii і Хіндрік Війбрандт де Бур в якийсь момент вважав останній різновидом Lithops aucampiae.
Підвид euniceae межує з ареалом Lithops hookeri, що достатньо відділений від підвиду aucampiae. Lithops aucampiae subsp. euniceae var. fluminalis схожий зі своїм сусідом Lithops lesliei subsp. burchellii, але останній забарвлений у темно-сірі або блакитнуваті відтінки і прожилки в нього грубіші, неправильно розташовані або розкидані по поверхні. Lithops aucampiae subsp. euniceae var. fluminalis також має схожість з деякими формами Lithops hookeri var. marginata, що має складнішу текстуру і більш червонуватий відтінок листя.